# 아키코 내친왕 (1231년)
아키코/테루코/이쿠시 내친왕(일본어: 昱子内親王 あきこ/てるこ/いくし ないしんのう[*], 간기 3년 (1231년) - 간겐 4년 8월 15일 (1246년 9월 26일))은 가마쿠라 시대 중기의 황족이다. 고호리카와 천황의 3황녀로, 어머니는 후지와라노 카네요시의 딸이다. 이세 재궁을 했었다.

## 생애
가테이 3년 (1237년) 11월 24일, 시조 천황의 즉위에 따라 7세의 나이로 재궁으로 복정되었다. 랴쿠닌 원년 (1238년) 9월 8일, 사콘에후에 첫 재원으로 들어갔다. 같은 달 22일에 노노미야에 들어갔다. 엔오 원년 (1239년) 9월 16일, 이세에 군행하였고, 닌지 3년 (1242년) 1월 11일, 시조 천황 붕어로 13세의 나이로 재궁 자리에서 내려왔다. 간겐 4년 (1246년) 8월 3일에 출가하였고, 15일에 16세의 나이로 사망했다.